# Pierlas
Pierlas é uma comuna francesa na região administrativa da Provença-Alpes-Costa Azul, no departamento Alpes Marítimos. Estende-se por uma área de 31,31 km², com  (Pierlassois) 84 habitantes, segundo os censos de 1999, com uma densidade de 2 hab/km².